# Ballagascar insularis
Genre
Espèce
Synonymes
- Homalattus insularis Peckham & Peckham, 1885

Ballagascar insularis, unique représentant du genre Ballagascar, est une espèce d'araignées aranéomorphes de la famille des Salticidae.

## Distribution
Cette espèce est endémique de Madagascar.

## Description
Le mâle syntype mesure 3,3 mm.
Le mâle décrit par  en mesure 2,40 mm et la femelle 2,60 mm.

## Systématique et taxinomie
Cette espèce a été décrite sous le protonyme Homalattus insularis par Peckham et Peckham en 1885. Elle est placée dans le genre Colaxes par Wesołowska en 2019 puis dans le genre Ballagascar par Azarkina et Haddad en 2020.

## Publications originales
- Peckham & Peckham, 1885 : « On some new genera and species of the Attidae, from Madagascar and Central America. » Proceedings of the Natural History Society of Wisconsin, vol. 1885, p. 23-42 (texte intégral).
- Azarkina & Haddad, 2020 : « Partial revision of the Afrotropical Ballini, with the description of seven new genera (Araneae: Salticidae). » Zootaxa, no 4899(1), p. 15-92.